# 전주기린중학교
전주기린중학교(全州麒麟中學校)는 대한민국 전북특별자치도 전주시 덕진구 우아동3가에 있는 공립 중학교이다.

## 학교 연혁
- 1982년 12월 19일 : 전주기린중학교 설립인가(18학급)
- 1983년 3월 2일 : 개교
- 1983년 3월 2일 : 제1회 입학식(300명)
- 2022년 3월 1일 : 제15대 김경진 교장 부임
- 2025년 1월 6일 : 제40회 졸업식(60명 졸업, 졸업생 총 11,877명)
- 2025년 3월 4일 : 9학급 편성, 입학식(3학급 77명)

## 참고 자료
- 전주기린중학교 - 한국교육학술정보원 학교알리미